# Ad Noctum – Dynasty of Death
Ad Noctum – Dynasty of Death är det fjärde studioalbumet med det norska black metal-bandet Limbonic Art. Albumet utgavs 1999 av skivbolaget Nocturnal Art Productions.

## Låtlista
1. The Dark Paranormal Calling" – 6:47
2. "As the Bell of Immolation Calls" – 9:47
3. "Pits of the Cold Beyond" – 5:42
4. "Dynasty of Death" – 9:33
5. "The Supreme Sacrifice" – 8:41
6. "In Embers of Infernal Greed" – 6:21
7. "The Yawning Abyss of Madness" – 11:17

- Text och musik: Limbonic Art

## Medverkande
Musiker (Limbonic Art-medlemmar)
- Daemon (Vidar Jensen) – sång, basgitarr, gitarr
- Morfeus (Krister Dreyer) – keyboard, sologitarr, sampling

Bidragande musiker
- Per Eriksen – gong

Produktion
- Peter Lundell – producent, ljudtekniker, ljudmix
- Limbonic Art – producent, ljudmix
- Morfeus – omslagskonst
- Kerstin Rossler – foto
- Olof Karlsson – foto